# بوزان-پریستان
بوزان-پریستان (به لاتین: Buzan-pristan) یک منطقهٔ مسکونی در روسیه است که در استان آستراخان واقع شده‌است.